# Catherine Brunet
Pour les articles homonymes, voir Catherine Brunet (patinage artistique) et Brunet.
Catherine Brunet, née le 30 octobre 1990 à Terrebonne, est une actrice québécoise.

## Biographie
Catherine Brunet a commencé sa carrière à 9 mois, alors qu'elle posait pour des circulaires[Quoi ?]. Elle s'est fait connaitre en 1999 grâce à son interprétation du rôle principal dans Le Monde de Charlotte.
Spécialisée dans le doublage, Catherine Brunet est entre autres la voix québécoise de Miley Cyrus, Jennifer Lawrence, Emma Stone, Margot Robbie, Emilia Clarke et Daisy Ridley. Elle est aussi impliquée avec le GRIS Montréal[réf. nécessaire] et  ANEB Québec, en tant que porte-parole féminin. En 2019, elle figure parmi les ambassadeurs de À go, on lit, qui a pour but d'encourager la lecture chez les jeunes,.
Elle annonce le 14 avril 2021 qu'elle quitte la distribution du 5e rang (série télévisée), l'actrice Julie Renault reprendra le rôle de Kim Bérubé.
Elle annonce en 2024 qu'elle fera apparition dans une nouvelle comédie qui sera diffusé à Télé-Québec , et qui se nomme Kamikazes.
Elle fera une apparition lors de l'épisode spécial retrouvailles de la série télévisée "le chalet" sur le plateau Des enfants de la télé lors de l'épisode du 5 mars 2025.

## Filmographie

### Cinéma
- 1995 : Les Petites Annonces d'Élie - volume 2
- 1999 : Le Dernier Souffle de Richard Ciupka : Lili
- 1999 : Souvenirs intimes de Jean Beaudin : amie d'Alice
- 2014 : La Ferme des humains de Onur Karaman : La petite-fille de Harry
- 2014 : Mommy de Xavier Dolan : fille dans le bar karaoké
- 2016 : Nelly de Anne Émond : Peggy
- 2018 : Wolfe : Andy[10]
- 2019 : Matthias et Maxime de Xavier Dolan
- 2022 : 23 Décembre
- 2023 : Farador [11]
- 2024 : Anna Kiri Superstar

### Télévision

#### Séries télévisées
- 1998 : Sauve qui peut! : Anne-Marie
- 1999 : Catherine : Caroline
- 1999 : Omertà : Geneviève
- 1999 : L'Ombre de l'épervier :
- 1999 : Watatatow : Dorothée
- 2000 : KM/H : Émilie
- 2000 : Chartrand et Simonne : Marie-Andrée Chartrand
- 2000 - 2004 : Le Monde de Charlotte : Charlotte Ducharme
- 2004 : Macaroni tout garni
- 2004 et 2006 : Un monde à part : Charlotte Ducharme
- 2004 - 2008 : Ramdam : Constance Rondeau
- 2009 - 2011 : Légitime dépense : Julie-Anne Comptois-Coutu
- 2012 : Mauvais Karma : Voix sur répondeur
- 2012 : Fée Éric : Mia
- 2015 : Marche à l'ombre : Audrey
- 2015 - 2019 : Le Chalet : Catherine
- Trois Gars : Catherine
- Code F : Elle-même
- 2019 - 2021 : 5e rang (série télévisée) : Kim Bérubé
- 2020 : Pour toujours, plus un jour : Delphine
- 2020 : Les Suppléants : Catherine
- 2023 : Détective Surprenant : La fille aux yeux de pierre : Geneviève Savoie[12]
- 2024 : In Memoriam : Judith
- 2025 : Indéfendable : Allyson Ross[13]

#### Web-séries
- 2010-2012 : Juliette en direct : Jessica
- 2011 : Les Roux : Beatrice Blouin
- 2013 : Les Béliers : Annabelle
- 2014-2017 : Féminin/Féminin : Sarah
- 2016 : 100 âmes : Laurence
- 2016 : Switch and Bitch : Chrystel Workout Pro
- 2016 : L'Ascenseur : Femme
- 2016 : Mouvement Deluxe : Marie-Cute Perron et Sally-langue-de-bœuf
- 2017 : Selfie nation : Annabelle
- 2017 : Terreur 404 : Jeanne
- 2017 : Les blind-dates de Sam
- 2019 : Faux Départs : Carla
- 2019 : Projet 2000 : Stéphanie
- 2019 : Les Prodiges

## Doublage
(avril 2022).
Si vous disposez d'ouvrages ou d'articles de référence ou si vous connaissez des sites web de qualité traitant du thème abordé ici, merci de compléter l'article en donnant les références utiles à sa vérifiabilité et en les liant à la section « Notes et références ».

### Cinéma

#### Films
- Jennifer Lawrence dans : (12 films)
  - Hunger Games : Le Film (2012) : Katniss Everdeen
  - La Maison au bout de la rue (2012) : Elissa
  - Le Bon Côté des choses (2012) : Tiffany Maxwell
  - Arnaque à l'américaine (2013) : Rosalyn Rosenfeld
  - Hunger Games : L'Embrasement (2014) : Katniss Everdeen
  - Hunger Games : La Révolte, partie 1 (2014) : Katniss Everdeen
  - Hunger Games: La Révolte - Dernière partie  (2015) : Katniss Everdeen
  - Joy (2015) : Joy Mangano
  - Passagers (2016) : Aurora Lane
  - Mère ! (2017) : Mère
  - Le Moineau rouge (2018) : Dominika Egorova
  - Phénix Noir (2018) : Raven Darkholme / Mystique

- Margot Robbie dans : (14 films)
  - Le Loup de Wall Street (2013) : Naomi Belfort
  - Diversion (2015) : Jess Barrett
  - Après la fin (2015) : Ann Burden
  - L'Escadron Suicide (2016) : Harley Quinn
  - Tarzan (2016) : Jane Porter
  - Whiskey Tango Foxtrot (2016) : Tanya Vanderpoel
  - Moi, Tonya (2017) : Tonya Harding
  - Terminal (2018) : Annie
  - Marie reine d'Écosse (2018) : Élisabeth Ire
  - Il était une fois... à Hollywood (2019) : Sharon Tate
  - Birds of Prey et la Fantabuleuse Histoire de Harley Quinn (2020) : Harley Quinn
  - L'Escadron suicide : La Mission (2021) : Harley Quinn
  - Babylon (2022) : Nellie LaRoy
  - Barbie (2023) : Barbie

- Emma Stone dans : (7 films)
  - Tout pour un A (2010) : Olive
  - La Couleur des sentiments  (2011) : Eugenia 'Skeeter' Phelan
  - Amis modernes (2011) : Kayla
  - L'Extraordinaire Spider-Man (2012) : Gwen Stacy
  - L'Extraordinaire Spider-Man 2 (2014) : Gwen Stacy
  - Pour l'amour d'Hollywood (2016) : Mia Dolan
  - Cruella (2021) : Estella / Cruella d'Enfer

- Awkwafina dans :
  - Crazy Rich à Singapour (2018) : Peik Lin Goh
  - Jumanji : Le Prochain Niveau (2019) : Ming Fleetfoot
  - Le Mariage d'adieu (2019) : Billi Wang
  - Scandale en direct (2021) : Mina
  - La Petite Sirène (2023) : Écoutille (voix)

- Evanna Lynch dans :
  - Harry Potter et l'Ordre du Phénix (2007) : Luna Lovegood
  - Harry Potter et le Prince de sang-mêlé (2009) : Luna Lovegood
  - Harry Potter et les Reliques de la Mort, partie 1 (2010) : Luna Lovegood
  - Harry Potter et les Reliques de la Mort, partie 2 (2011) : Luna Lovegood

- Kaya Scodelario dans :
  - L'Épreuve : Le Labyrinthe (2014) : Teresa
  - L'Épreuve : La Terre brûlée (2015) : Teresa
  - L'Épreuve : Le Remède mortel (2018) : Teresa
  - Terreur dans la tempête (2019) : Haley Keller

- Letitia Wright dans :
  - Panthère noire (2018) : Shuri
  - Avengers : La Guerre de l'infini (2018) : Shuri
  - Avengers : Phase finale (2019) : Shuri
  - Mort sur le Nil (2022) : Rosalie Otterbourne

- Emily Browning dans :
  - Le Vaisseau de l'angoisse (2002) : Katie
  - Pompéi (2014) : Cassia
  - Légende (2015) : Frances Shea

- Miley Cyrus dans :
  - La Dernière Chanson (2010) : Ronnie
  - Tellement secrète (2011) : Molly Morris / Brook Stonebridge
  - LOL USA (2012) : Lola

- Selena Gomez dans :
  - Monte Carlo (2010) : Grace Bennett / Cordelia Winthrop Scott
  - Les Muppets (2011) : elle-même
  - La Fuite (2013) : une adolescente

- Olivia Cooke dans :
  - Les Âmes silencieuses (2014) : Jane Harper
  - Ready Player One (2018) : Samantha Evelyn Cook / Art3mis
  - La Vie en soi (2018) : Dylan

- Daisy Ridley dans :
  - Star Wars, épisode VII : Le Réveil de la Force (2015) : Rey
  - Star Wars, épisode VIII : Les Derniers Jedi (2017) : Rey
  - Star Wars, épisode IX : L'Ascension de Skywalker (2019) : Rey

- Riley Keough dans :
  - Mad Max : La Route du chaos (2015) : Capable
  - Le Destin des Logan (2017) : Mellie Logan
  - Peur glaciale (2019) : Grace Marshall

- Lucy Boynton dans :
  - Sing Street (2016) : Raphina
  - Le Crime de l'Orient-Express (2017) : Comtesse Héléna Andrenyi
  - Bohemian Rhapsody (2018) : Mary Austin, la compagne de longue date de Freddie Mercury

- Zazie Beetz dans :
  - Géotempête (2017) : Dana, l'experte en cybersécurité
  - Deadpool 2 (2018) : Neena Thurman / Domino
  - Joker (2019) : Sophie Dumond

- Eiza González dans :
  - Baby le chauffeur (2017) : Alicia Castillo dite « Darling »
  - Bloodshot (2020) : KT
  - Une attention particulière (2021) : Fran

- Keke Palmer dans :
  - La Quart-arrière (2008) : Jasmine Plummer
  - Joyful Noise (2012) : Olivia Hill

- Skyler Samuels dans :
  - Le Beau-père (2009) : Beth Harding
  - La forêt contre-attaque (2010) : Amber

- Liana Liberato dans :
  - Intrusion (2010) : Annie Cameron
  - Effraction (2011) : Avery

- Seychelle Gabriel dans :
  - Le Dernier Maître de l'air (2010) :  Princesse Yue
  - Dance Battle: Honey 2 (2011) : Tina

- Jane Levy dans :
  - L'opéra de la terreur (2013) : Mia
  - Monstres sur roues (2016)  : Meredith

- Mia Wasikowska dans :
  - La carte des étoiles (2014) : Agatha Weiss
  - Crimson Peak (2015) : Edith Cushing

- Holliday Grainger dans :
  - Cendrillon (2015) : Anastasie
  - Les Heures de gloire (2016) : Miriam

- Halston Sage dans :
  - Manuel de survie à l'apocalypse zombie (2015) : Kendall Grant
  - Le Dernier Jour de ma vie (2017) : Lindsay Edgecomb

- Shailene Woodley dans :
  - Snowden (2016) : Lindsay Mills
  - En pleine tempête (2018) : Tami Oldham

- Caren Pistorius dans :
  - Le Procès du siècle (2016) : Laura Tyler
  - Gloria Bell (2018) : Anne

- Alison Sudol dans :
  - Les Animaux Fantastiques (2016) : Queenie Goldstein
  - Les Animaux fantastiques : Les Crimes de Grindelwald (2018) : Queenie Goldstein

- Naomi Scott dans :
  - Power Rangers (2017) : Kimberly « Kim » Hart / Ranger rose
  - Charlie et ses drôles de dames (2019) : Elena Houghlin

- Emilia Clarke dans :
  - Voice from the Stone (2017) : Verena
  - Noël dernier (2019) : Kate

- Inanna Sarkis dans :
  - After : La Rencontre (2019) : Molly Samuels
  - After : La Collision (2020) : Molly Samuels

Et aussi :
- 2001 : Régina ! : Regina (Sigurbjörg Alma Ingólfsdóttir)
- 2002 : La Légende des baleines : Paikea (« Paï ») (Keisha Castle-Hughes)
- 2002 : Les Country Bears : Krystal Harris (elle-même)
- 2002 : Evelyn : Evelyn Doyle (Sophie Vavasseur)
- 2003 : Peter Pan : Wendy Darling (Rachel Hurd-Wood)
- 2003 : Pirates des Caraïbes : La Malédiction de la Perle noire : Elizabeth Swann enfant (Lucinda Dryzek)
- 2003 : L'École du Rock : Summer Hathaway (Miranda Cosgrove)
- 2003 : Chasse à l'homme : Loretta Kravitz (Jenna Boyd)
- 2003 : Espions en herbe 3D: Fin du jeu : Démétra (Courtney Jines)
- 2003 : Le Manoir hanté : Megan Evers (Aree Davis)
- 2003 : La Légende de l'étalon noir : Neera (Biana Tamimi)
- 2004 : Spanglish: j'en perds mon latin! : Cristina Moreno (à 12 ans) (Shelbie Bruce)
- 2005 : Les Aventures de Shark Boy et Lava Girl : Lava Girl (Taylor Dooley)
- 2006 : L'Illusionniste : Sophie jeune (Eleanor Tomlinson)
- 2006 : À vos marques, prêts, décorez : Madison Finch (Alia Shawkat)
- 2007 : Alice dans tous ses états : Alice (Alyson Stoner)
- 2007 : Les Messagers : Jess (Kristen Stewart)
- 2007 : Quand est-ce qu'on arrête? : Lindsey Persons (Aleisha Allen)
- 2008 : Dansez dans les rues : Missy (Danielle Polanco)
- 2009 : Ma vie pour la tienne : Kate Fitzgerald (Sofia Vassilieva)
- 2009 : Serment Mortel : Maggie Blaire (Caroline d'Amore)
- 2009 : Le collectionneur sadique : Jill (Madeline Zima)
- 2009 : La Famille Jone$ : Naomi Madsen (Christine Evangelista)
- 2011 : Prom : Simone Daniels (Danielle Campbell)
- 2011 : Chiens de paille : Janice Heddon (Willa Holland)
- 2011 : Margaret : Lisa Cohen (Anna Paquin)
- 2011 : Destination ultime 5 : Candice Hooper (Ellen Wroe)
- 2012 : La Cabane dans les bois : Jules Louden (Anna Hutchison)
- 2012 : Activité paranormale 4 : Liz Galen (Olivia Alexander)
- 2012 : Sortie fatale 5 : Cruz (Amy Lennox)
- 2013 : La Purge : Zoey Sandin (Adelaide Kane)
- 2013 : Massacre à la tronçonneuse 3D : Nikki (Tania Raymonde)
- 2013 : Sublimes Créatures : Lena Duchannes (Alice Englert)
- 2013 : Philomena : Philomena jeune (Sophie Kennedy Clark)
- 2013 : À travers le temps : Kit Kat, la sœur de Tim (Lydia Wilson)
- 2013 : Gérontophilie : Desiree (Katie Boland)
- 2014 : Un amour infini : Jade Butterfield (Gabriella Wilde)
- 2014 : Noé : Ila, la fille adoptive de Noé (Emma Watson)
- 2014 : Conte d'hiver : Beverly Penn (Jessica Brown Findlay)
- 2014 : Vice caché : Sortilège (Joanna Newsom)
- 2014 : Alexandre et sa journée épouvantablement terrible, horrible et affreuse : Celia (Bella Thorne)
- 2014 : Vampire Académie : Natalie Dashkov (Sarah Hyland)
- 2014 : La Purge : Anarchie : Cali Sanchez (Zoë Soul)
- 2015 : Carol : Therese Belivet (Rooney Mara)
- 2015 : Chapeau noir : Lien Chen (Tang Wei)
- 2015 : La Face cachée de Margo : Angela (Jaz Sinclair)
- 2015 : DUFF : Le faire-valoir : Bianca Piper (Mae Whitman)
- 2015 : Vice : Kelly (Ambyr Childers)
- 2015 : Bonjour les vacances : Adena (Catherine Missal)
- 2016 : Miss Peregrine et les Enfants particuliers : Emma Bloom (Ella Purnell)
- 2016 : Cell Phone : Alice Maxwell (Isabelle Fuhrman)
- 2016 : La Cinquième Vague : Ringer (Maika Monroe)
- 2016 : Nerve : Voyeur ou joueur ? : Sydney (Emily Meade)
- 2017 : Kingsman : Le Cercle d'or : Clara von Gluckfberg (Poppy Delevingne)
- 2017 : Mes vies de chien : Maya (Kirby Howell-Baptiste)
- 2017 : Divisé : Claire Benoit (Haley Lu Richardson)
- 2017 : Détroit : Julie Ann (Hannah Murray)
- 2017 : Debout : Erin Hurley (Tatiana Maslany)
- 2018 : Nation Destruction : Bex (Hari Nef)
- 2018 : Ravages : Amy (Breanne Hill)
- 2018 : Dernier Arrêt : Sofia (Ella-Rae Smith (en))
- 2018 : La Reine de la fête : Maddie Miles (Molly Gordon)
- 2019 : Hellboy : Alice Monaghan (Sasha Lane)
- 2019 : Bernadette a disparu : Becky (Troian Bellisario)
- 2020 : Sortie côté tour : Madeleine (Danielle Macdonald)
- 2020 : Mon année Salinger : Jenny (Seána Kerslake (en))
- 2021 : Black Widow : Yelena Belova (Florence Pugh)
- 2021 : Queenpins : Tempe Tina (Bebe Rexha)
- 2021 : West Side Story : Anybodys (Iris Menas)

#### Films d'animation
- 2003 : Le Livre de la jungle 2 : Shanti
- 2004 : Les Incroyable : Violette
- 2004 : Mulan 2 : Su
- 2008 : Bratz : Fashion Pixiez : Breeana
- 2009 : Coraline : Coraline Jones
- 2010 : Détestable moi : Margo
- 2010 : Raiponce : Raiponce
- 2010 : Scooby-Doo : Abracadabra : Madelyn Dinkley
- 2012 : Le Lorax : Audrey
- 2012 : ParaNorman : Courtney Badcock
- 2012 : Les Mondes de Ralph : Vanellope von Schweetz
- 2012 : Drôles d'oiseaux : Zoé
- 2013 : Les Avions : Dottie
- 2013 : Détestable moi 2 : Margo
- 2014 : Les Avions : Les pompiers du ciel : Dottie
- 2017 : Mon Petit Poney, le film : Pinkie Pie
- 2017 : Opération Casse-noisette 2 : Heather
- 2017 : Détestable moi 3 : Margo
- 2017 : Lego Batman, le film : Harley Quinn
- 2018 : Les Incroyable 2 : Violette
- 2018 : Ralph brise l'Internet : Vanellope von Schweetz / Raiponce
- 2018 : Teen Titans Go! Le film : Raven
- 2019 : UglyDolls : Tuesday
- 2019 : Histoire de jouets 4 : Giggle McDimples
- 2019 : Le Film Lego 2 : Harley Quinn
- 2021 : Raya et le Dernier Dragon : Sisu
- 2021 : La bagarre : Winnie
- 2021 : Chantez! 2 : Nooshy
- 2021 : Encanto : La Fantastique Famille Madrigal : Pepa Madrigal
- 2022 : Alerte rouge :  Priya
- 2022 : Les Méchants : Diane Foxington

### Télévision

#### Téléfilms
- 2010 : 16 vœux : Krista Cook (Karissa Tynes)
- 2010 : Des bleus au cœur : Elizabeth Jones (Rebecca Williams)
- 2020 : Tous les chemins mènent à Noël : Lina Gordon (Rachael Leigh Cook)
- 2022 : Vous pouvez embrasser la demoiselle d'honneur : Maddie Bailey (Julia Borsellino)

#### Série de téléfilms
- Shannon Chan-Kent dans :
  - 2015-2020 : Enquêtes gourmandes (The Gourmet Detective) : Lucy[14]
    - 2015 : Enquêtes gourmandes : Meurtre au menu (The Gourmet Detective) de Scott Smith
    - 2015 : Enquêtes gourmandes : Meurtre quatre étoiles (The Gourmet Detective: A Healthy Place to Die) de Scott Smith
    - 2017 : Enquêtes gourmandes : Festin mortel (The Gourmet Detective: Eat, Drink & Be Buried) de Mark Jean

#### Séries télévisées
- 2009-2011 : Les Vies rêvées d'Érica : Jenny (Paula Brancati)
- 2010-2011 : Indie à tout prix : Abigail « Abi » Flores (Marline Yan)
- 2010-2011 : Connor, agent très spécial : Gisela Calicos (Lola Tash)
- 2011-2013 : Les Borgias : Lucrezia Borgia (Holliday Grainger)
- 2012-2013 : Mudpit : Geneva / G (Carleigh Beverly)
- 2013 : Finies les parades : Valentine Wannop (Adelaide Clemens)
- 2013-2014 : L'orange lui va si bien : Marisol « Flaca » Gonzalez  (Jackie Cruz)
- 2014-2016 : Les Foster : Hayley Heinz (Caitlin Carver)
- 2014-2015 : Hemlock Grove : Shelley Godfrey (Nicole Boivin et Madeleine Martin)
- 2015 : Toutankhamon : L'Enfant roi : Ânkhésenamon, sœur et épouse de Toutânkhamon (Sibylla Deen)
- 2015-2017 : Solitaire : Talia Freeman (Bianca Lawson)
- 2020 : Ensemble debout : Altheia Jones-LeCointe (Letitia Wright)
- 2021 : Hawkeye : Yelena Belova (Florence Pugh) (mini-série)

#### Séries d'animation
- 2004-2007 : Milo : Judith
- 2004-2007 : Mica : Olivine
- 2006-2009 : Glurp Attack : Abby
- 2007-2008 : Ruby Gloom : Ruby Gloom
- 2007-2011 : Les Super Mécanimaux : Petite Souris
- 2011-2015 : Les Chroniques de Matt Hatter : Roxie
- 2011-2012 : Mon grand grand ami : Lili / Nina
- 2012 : Défis extrêmes : Retour à l'île : Zoe
- 2013 : Les étoiles des défis extrêmes : Zoe
- 2015-2018 : Inspecteur Gadget : Sophie
- 2015-2017 : Les Mini-sorcières : Lavande
- 2016 : Mouvement Deluxe : Sally et Marie-Cute
- depuis 2017 : MaXi : Cath (voix originale)
- 2018 : Rick et Morty : Marie-Lune Smith
- 2021 :  Bakugan: Geogan Rising :  Fenneca